# Baureihe 118 (DR)
Baureihe 118 (początkowo V 180) - lokomotywa spalinowa wyprodukowana w latach 1959-1970 dla kolei wschodnioniemieckich. Wyprodukowano 375 spalinowozów. Lokomotywy zostały wyprodukowane do prowadzenia pociągów towarowych na niezelektryfikowanych liniach kolejowych.

## Historia
Po II wojnie światowej koleje NRD chciały odejść od trakcji parowej na rzecz uznawanej za nowoczesną trakcji spalinowej. Lokomotywa serii V 180 była wschodnioniemiecką odpowiedzią na zachodnioniemiecką serię V 200, którą była inspirowana. Pierwszy projekt powstał w 1955 roku. Dla nowej lokomotywy nowo opracowano silnik 12 KVD o mocy 900 KM, skonstruowany przez VEB IFA w Chemnitz we współpracy z VEB Motorenwerk Johannisthal. 
Pierwsza lokomotywa spalinowa V180 001 została wyprodukowana w 1959 roku i testowana w lutym 1960 roku. Została zaprezentowana podczas wiosennych Targów Lipskich w charakterystycznym niebieskim malowaniu. W listopadzie 1960 roku została wyprodukowana druga lokomotywa w kremowo-bordowym malowaniu, różniąca się wózkami jezdnymi. W trzeciej lokomotywie z 1962 roku zmieniono stylistykę czoła, wprowadzając dwie szyby czołowe, trójkątne okna narożne i duże odsuwane okna boczne, co zostało zaakceptowane do produkcji. Kolejne produkowane lokomotywy malowano na kolor bordowy tak samo jak druga lokomotywa. Lokomotywy oznakowano jako V 180, a później Baureihe 118. Trzy lokomotywy (059, 131, 203) otrzymały doświadczalnie inny kształt czoła, z tworzywa sztucznego wzmacnianego włóknem szklanym, z szybami przednimi pod kątem ujemnym. Od 1973 roku wyprodukowano lokomotywy spalinowe jednak o wzmocnionej mocy silnika spalinowego. Od 1966 roku produkowane jako sześcioosiowe lokomotywy spalinowe. Kilka lokomotyw zachowano jako eksponaty zabytkowe.
Prototypy V180 001 i 002 nie zostały przyjęte na stan kolei DR i złomowano je w 1966 i 1964 roku